# Liste der spanischen Abgeordneten zum EU-Parlament (2004–2009)
Die Liste der spanischen Abgeordneten zum EU-Parlament (2004–2009) listet alle spanischen Mitglieder des 6. Europäischen Parlamentes nach der Europawahl in Spanien 2004 auf.

## Mandatsstärke der Parteien
- GUE/NGL: 1
- SPE: 24
- G/EFA: 3
- ALDE: 2
- EVP-ED: 24

| Parteien                                                         | Mandate | Fraktion                                                                                      |
| ---------------------------------------------------------------- | ------- | --------------------------------------------------------------------------------------------- |
| Partido Socialista Obrero Español (PSOE)                         | 22      | Sozialdemokratische Fraktion im Europäischen Parlament (SPE)                                  |
| Partit dels Socialistes de Catalunya (PSC)                       | 02      | Sozialdemokratische Fraktion im Europäischen Parlament (SPE)                                  |
| Partido Popular (PP)                                             | 23      | Fraktion der Europäischen Volkspartei und europäischer Demokraten (EVP-ED)                    |
| Unión del Pueblo Navarro (UPN)                                   | 01      | Fraktion der Europäischen Volkspartei und europäischer Demokraten (EVP-ED)                    |
| Iniciativa per Catalunya Verds (ICV)                             | 01      | Die Grünen/Europäische Freie Allianz (G/EFA)                                                  |
| Los Verdes                                                       | 01      | Die Grünen/Europäische Freie Allianz (G/EFA)                                                  |
| Europa de los Pueblos 1                                          | 01      | Die Grünen/Europäische Freie Allianz (G/EFA)                                                  |
| Convergència Democràtica de Catalunya (CDC)                      | 01      | Fraktion der Allianz der Liberalen und Demokraten für Europa (ALDE)                           |
| Eusko Alderdi Jeltzalea– 000Partido Nacionalista Vasco (EAJ–PNV) | 01      | Fraktion der Allianz der Liberalen und Demokraten für Europa (ALDE)                           |
| Izquierda Unida (IU)                                             | 01      | Konföderale Fraktion der Vereinten Europäischen Linken/ 000Nordischen Grünen Linken (GUE/NGL) |
| SUMME                                                            | 54      |                                                                                               |

## Abgeordnete
| Bild | Name                                  | geb. | Partei  | Fraktion | Kommentar                          |
| ---- | ------------------------------------- | ---- | ------- | -------- | ---------------------------------- |
|      | Inés Ayala Sender                     | 1957 | PSOE    | SPE      |                                    |
|      | María del Pilar Ayuso González        | 1942 | PP      | EVP-ED   |                                    |
|      | Maria Badia i Cutchet                 | 1947 | PSOEPSC | SPE      | am 3. September 2004 Parteiwechsel |
|      | Enrique Barón Crespo                  | 1944 | PSOE    | SPE      |                                    |
|      | Josep Borrell Fontelles               | 1947 | PSC     | SPE      |                                    |
|      | Joan Calabuig Rull                    | 1946 | PSOE    | SPE      | Abgeordneter bis zum 31. März 2008 |
|      | Carlos Carnero González               | 1961 | PSOE    | SPE      | Abgeordneter bis zum 27. Mai 2009  |
|      | Alejandro Cercas Alonso               | 1949 | PSOE    | SPE      |                                    |
|      | Pilar del Castillo                    | 1952 | PP      | EVP-ED   |                                    |
|      | Agustín Díaz de Mera García Consuegra | 1947 | PP      | EVP-ED   |                                    |
|      | Rosa Díez González                    | 1952 | PSOE    | SPE      | Abgeordnete bis 28. August 2007    |
|      | Bárbara Dührkop Dührkop               | 1945 | PSOE    | SPE      |                                    |
|      | Fernando Fernández Martín             | 1943 | PP      | EVP-ED   |                                    |
|      | Carmen Fraga Estévez                  | 1948 | PP      | EVP-ED   |                                    |
|      | Juan Fraile Cantón                    | 1948 | PSOE    | SPE      | am 7. April 2008 nachgerückt       |
|      | Gerardo Galeote Quecedo               | 1957 | PP      | EVP-ED   |                                    |
|      | Vicente Miguel Garcés Ramón           | 1946 | PSOE    | SPE      | am 27. September 2007 nachgerückt  |
|      | José Manuel García-Margallo Marfil    | 1944 | PP      | EVP-ED   |                                    |
|      | Iratxe García Pérez                   | 1974 | PSOE    | SPE      |                                    |
|      | Salvador Garriga Polledo              | 1957 | PP      | EVP-ED   |                                    |
|      | Luis de Grandes Pascual               | 1947 | PP      | EVP-ED   |                                    |
|      | Martí Grau i Segú                     | 1972 | PSC     | SPE      | am 7. April 2008 nachgerückt       |
|      | Ignasi Guardans Cambó                 | 1964 | CDC     | ALDE     | Ausgeschieden am 22. April 2009    |
|      | Cristina Gutiérrez-Cortines Corral    | 1939 | PP      | EVP-ED   |                                    |
|      | David Hammerstein Mintz               | 1955 | Verdes  | G/EFA    |                                    |
|      | María Esther Herranz García           | 1969 | PP      | EVP-ED   |                                    |
|      | Luis Herrero-Tejedor Algar            | 1955 | PP      | EVP-ED   |                                    |
|      | Mikel Irujo Amezaga                   | 1972 | EA      | G/EFA    | nachgerückt am 19. Juni 2007       |
|      | Carlos Iturgaiz                       | 1965 | PP      | EVP-ED   |                                    |
|      | Bernat Joan i Marí                    | 1960 | ERC     | G/EFA    | Abgeordneter bis zum 18. Juni 2007 |
|      | Antonio López-Istúriz White           | 1970 | PP      | EVP-ED   |                                    |
|      | Florencio Luque Aguilar               | 1957 | PP      | EVP-ED   | nachgerückt am 7. April 2008       |
|      | Miguel Ángel Martínez Martínez        | 1940 | PSOE    | SPE      |                                    |
|      | Antonio Masip Hidalgo                 | 1946 | PSOE    | SPE      |                                    |
|      | Ana Mato Adrover                      | 1959 | PP      | EVP-ED   | Abgeordnete bis zum 31. März 2008  |
|      | Jaime Mayor Oreja                     | 1951 | PP      | EVP-ED   |                                    |
|      | Manuel Medina Ortega                  | 1935 | PSOE    | SPE      |                                    |
|      | Íñigo Méndez de Vigo Montojo          | 1956 | PP      | EVP-ED   |                                    |
|      | Emilio Menéndez del Valle             | 1945 | PSOE    | SPE      |                                    |
|      | Willy Meyer Pleite                    | 1952 | IU      | GUE/NGL  |                                    |
|      | Rosa Miguélez Ramos                   | 1953 | PSOE    | SPE      |                                    |
|      | Francisco Millán Mon                  | 1955 | PP      | EVP-ED   |                                    |
|      | Cristobal Montoro Romero              | 1950 | PP      | EVP-ED   | Abgeordneter bis zum 31. März 2008 |
|      | Javier Moreno Sánchez                 | 1965 | PSOE    | SPE      |                                    |
|      | Juan Andrés Naranjo Escobar           | 1952 | PP      | EVP-ED   | am 7. April 2008 nachgerückt       |
|      | Raimon Obiols i Germà                 | 1940 | PSC     | SPE      |                                    |
|      | Josu Ortuondo Larrea                  | 1948 | EAJ–PNV | ALDE     |                                    |
|      | Francisca Pleguezuelos Aguilar        | 1950 | PSOE    | SPE      |                                    |
|      | José Javier Pomés Ruiz                | 1952 | UPN     | EVP-ED   |                                    |
|      | Teresa Riera Madurell                 | 1950 | PSOE    | SPE      |                                    |
|      | Raül Romeva i Rueda                   | 1971 | ICV     | G/EFA    |                                    |
|      | Luisa Fernanda Rudi Ubeda             | 1950 | PP      | EVP-ED   | Abgeordnete bis zum 31. März 2008  |
|      | José Ignacio Salafranca Sánchez-Neyra | 1955 | PP      | EVP-ED   |                                    |
|      | María Isabel Salinas García           | 1966 | PSOE    | SPE      | Ausgeschieden am 4. Mai 2009       |
|      | Antolín Sánchez Presedo               | 1955 | PSOE    | SPE      |                                    |
|      | Salvador Domingo Sanz Palacio         | 1947 | PP      | EVP-ED   | am 7. April 2008 nachgerückt       |
|      | María Sornosa Martínez                | 1949 | PSOE    | SPE      |                                    |
|      | Elena Valenciano                      | 1960 | PSOE    | SPE      | Abgeordnete bis zum 31. März 2008  |
|      | Joan Vallvé                           | 1940 | CDC     | ALDE     | nachgerückt am 8. Mai 2009         |
|      | Daniel Varela Suanzes-Carpegna        | 1951 | PP      | EVP-ED   | Abgeordneter bis zum 9. März 2009  |
|      | Alejo Vidal-Quadras Roca              | 1945 | PP      | EVP-ED   |                                    |
|      | Luis Yáñez-Barnuevo García            | 1943 | PSOE    | SPE      |                                    |